# Helgi Tómasson
Helgi Tómasson, auch Helgi Tomasson (* 8. Oktober 1942 in Vestmannaeyjar, Island) ist ein isländisch-amerikanischer Tänzer, Choreograf und Ballettdirektor. Seit 1985 ist er Leiter der San Francisco Ballet School und Künstlerischer Leiter des San Francisco Ballet.

## Leben und Karriere
Helgi Tomasson begann seine Ausbildung als Tänzer zunächst bei einem Lehrer in Reykjavik und wurde dann Schüler der Ballettschule, die dem Isländischen Nationaltheater angegliedert ist.
Seine Karriere als Berufstänzer begann 1957 mit einem Engagement am Pantomimeteatret in Kopenhagen. Zwei Jahre später entdeckte ihn der US-amerikanische Choreograf Jerome Robbins, der ihm ein Studium an der School of American Ballet in New York City vermittelte.
1961 erhielt er ein Engagement am Joffrey Ballet in Chicago, und damit begann seine amerikanische Karriere. Zwei Jahre später wurde er Mitglied des Harkness Ballet in New York, dem er die folgenden sechs Jahre angehörte.
Im Alter von 27 Jahren nahm er als Vertreter der Vereinigten Staaten an der First International Ballet Competition in Moskau teil, wo er mit einer Silbermedaille ausgezeichnet wurde., die Goldmedaille erhielt damals Mikhail Baryshnikov. 1970 engagierte ihn George Balanchine als Solotänzer für das New York City Ballet.
1985 beendete er seine Karriere als aktiver Tänzer. Im gleichen Jahr wurde er zum Künstlerischen Leiter des San Francisco Ballet ernannt, er übt dieses Amt bis heute aus. Er entwarf über 40 Choreografien, die meisten für das San Francisco Ballet.

## Familie
Helgi Tomasson ist verheiratet und hat zwei Söhne, Erik und Kris Tomasson.

## Auszeichnungen
- 2004 Laurence Olivier Award in der Kategorie Outstanding Achievement in Dance,[3]
- 2006 wurde das San Francisco Ballet von dem Dance Europe Magazine als erste nichteuropäische Kompanie als Company of the Year ausgezeichnet.